# نيك ويشلير
صموئيل نيكولاس ويشلير(ولد في 3 سبتمبر 1978) ممثل أمريكي، معروف بأدواره كايل فالنتي في مسلسل التلفزيوني روزويل ، وعن دور جاك بورتر في
الانتقام .

## روابط خارجية
- نيك ويشلير على موقع IMDb (الإنجليزية)
- نيك ويشلير على موقع ألو سيني (الفرنسية)
- نيك ويشلير على موقع قاعدة بيانات الفيلم (الإنجليزية)
- نيك ويشلير على موقع كينوبويسك (الروسية)